# Scream (Avenged Sevenfold)
Scream è un singolo del gruppo musicale statunitense Avenged Sevenfold, pubblicato il 10 febbraio 2009 come quinto estratto dal quarto album in studio Avenged Sevenfold.

## Video musicale
Il 31 ottobre 2008 il gruppo annunciò che i fan della band potevano creare un video per il brano, il quale doveva essere caricato su YouTube prima del 30 novembre dello stesso anno. Il video vincitore fu pubblicato sul profilo Myspace del gruppo, nonché sul rispettivo canale ufficiale di YouTube e sulla pagina Facebook.

## Tracce
1. Scream – 4:48
2. A Little Piece of Heaven – 8:01

## Formazione
Hanno partecipato alle registrazioni, secondo le note di copertina di Avenged Sevenfold:
Gruppo
- M. Shadows – voce
- Synyster Gates – chitarra solista
- Zacky Vengeance – chitarra
- Johnny Christ – basso
- The Rev – batteria, seconda voce

Altri musicisti
- Jay-E – programmazione

Produzione
- Avenged Sevenfold – produzione
- Fred Archambault – ingegneria del suono
- Clifton Allen – assistenza tecnica ai Sunset Sound Recorders
- Chris Steffens – assistenza tecnica agli Eldorado Recording Studios
- Robert DeLong – assistenza tecnica agli Eldorado Recording Studios
- Aaron Walk – assistenza tecnica ai Capitol Studios
- Andy Wallace – missaggio
- Mike Scielzi – assistenza al missaggio
- Josh Wilbur – assistenza al missaggio
- Brian Gardner – mastering

## Classifiche
| Classifica (2009)             | Posizione massima |
| ----------------------------- | ----------------- |
| Stati Uniti (alternative)     | 26                |
| Stati Uniti (mainstream rock) | 9                 |